# Rothschildia peruviana
Rothschildia peruviana is een vlinder uit de onderfamilie Saturniinae van de familie nachtpauwogen (Saturniidae).
De wetenschappelijke naam van de soort is, als Rothschildia orizaba peruviana, voor het eerst geldig gepubliceerd door Lionel Walter Rothschild in 1907. De statusverandering werd geëffectueerd door Brechlin & Meister in 2012.

## Ondersoorten
- Rothschildia peruviana peruviana
- Rothschildia peruviana coxeyi Schaus, 1932